# Società Romana di Scienze Naturali

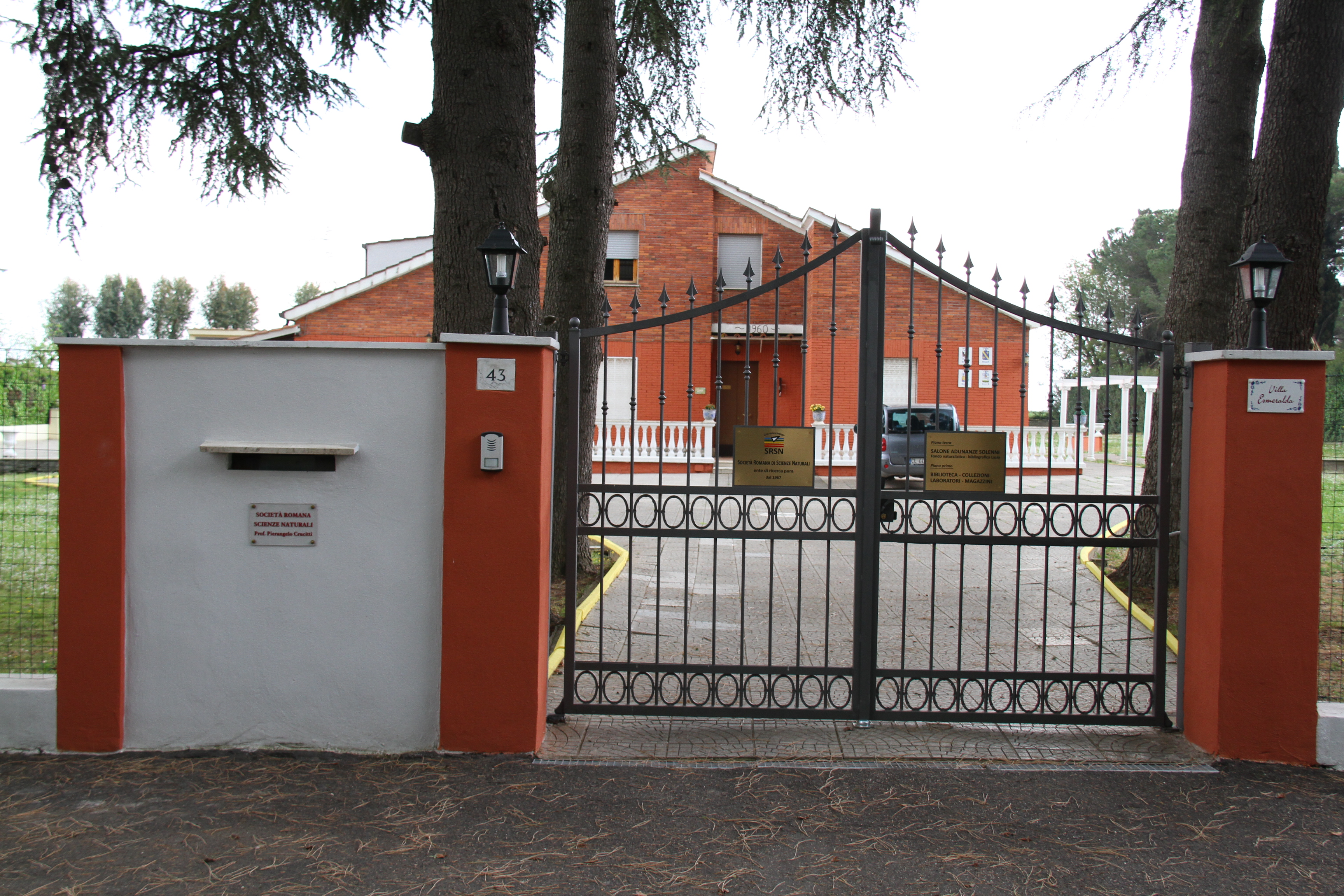
Campus di "Villa Esmeralda" - Sede legale della SRSN

La Società Romana di Scienze Naturali (SRSN) è una istituzione scientifica no-profit fondata nel 1967, costituita legalmente nel 1985 e come ente di ricerca pura nel 1990; lo statuto è stato aggiornato nel 2005 e nel 2024. Iscritta nell'Anagrafe Nazionale delle Ricerche nel 2023, dal 2024 è un ETS dotato di PERSONALITA' GIURIDICA. L’ente promuove attività di ricerca, formazione e convegnistica di elevato livello finalizzate alla conservazione e valorizzazione della Biodiversità e della Geodiversità, come rigorosamente prescritto dallo statuto.
La Società Romana di Scienze Naturali, con decreto n°63 del 06.07.2018 - Protocollo: CMRC-2018-0158625-2018-10-08 10:49:55, è stata inserita nella Consulta degli attori sociali di:
- "Polo gestionale delle Riserve Naturali di Macchia di Gattaceca e Macchia del Barco e di Nomentum"
- "Area gestionale della Riserva Naturale Monte Soratte"

## Principali attività e linee di ricerca

### Progetto BioLazio
Si propone la ricerca e la divulgazione di numerosi aspetti della biodiversità del Lazio, usufruendo sia dei risultati di monitoraggi sul campo sia del costante arricchimento delle collezioni naturalistiche dedicate e del Fondo Bibliografico Naturalistico del Lazio, settore della biblioteca sociale: fanno parte delle attività del progetto le convenzioni firmate con i relativi enti, finalizzate allo studio della biodiversità dei Monti Simbruini, Prenestini, Affilani, della Campagna Romana a nord est di Roma e del Comprensorio Salto-Cicolano. 

### Faune e Zoocenosi del Vicino, Medio e Lontano Oriente: fattori storici ed ecologici
Questa linea, attivata nel 1982, si propone lo studio dei materiali zoologici raccolti nel corso di missioni nei territori di specifico interesse; costituiscono oggetto di studio sia il materiale collezionato sia gli ambienti in cui sono effettuate le raccolte con l’obiettivo ultimo della ridefinizione di taxa e descrizione di taxa nuovi per la Scienza.

### Malacofaune marine e continentali; caratterizzazione ecotipologica
Le unità di ricerca afferenti a questa linea si propongono l’obiettivo di descrivere la biodiversità malacologica di aree terrestri e marine, attraverso la compilazione ragionata di check-list faunistiche oltre alla raccolta di materiali destinati ad arricchire le collezioni dell’ente. I territori nei quali sono state effettuate ricerche sul campo sono ubicati in aree continentali, insulari e marine; Sicilia, Sardegna, isole dell’Egeo, aree costiere della Grecia e della Turchia, Oman, Madagascar, Polinesia Francese; sono state inoltre attivate ricerche finalizzate alla definizione e descrizione di malacocenosi di comprensori della Campagna Romana a nord-est di Roma e, più in generale, dell’intera Città Metropolitana di Roma Capitale.

### Gestione di collezioni naturalistiche
Le collezioni conservate nella sede legale dell'istituzione costituiscono patrimonio indisponibile dell'ente. I materiali delle collezioni derivano da acquisti, scambi, donazioni e raccolte, queste ultime effettuate nel corso delle numerose campagne di ricerca realizzate dall'ente.  Le collezioni sono così suddivise: 
- la Collezione Vertebratologica "Benedetto Lanza" costituita da circa 1.300 esemplari;
- la Collezione Malacologica "Carlo Cavalieri" costituita da circa 13.600 esemplari;
- la Collezione Aracnologica "Gary Allan Polis" costituita da oltre 1.200 esemplari;
- la Collezione Geomineralogica "Ardito Desio" costituita da oltre 1.000 esemplari.

### Struttura di zoocenosi dell’Italia centrale
Le ricerche di questa linea spaziano dallo studio della diversità di specie di zoocenosi vertebrate (mammiferi, rettili, anfibi) e invertebrate (artropodi, molluschi) alla loro struttura (autoecologia e dinamica di popolazione). Queste ricerche richiedono spesso conteggi ripetuti delle popolazioni nel corso di numerosi anni. Questo nucleo di indagini interessa attualmente le zoocenosi del Comprensorio Salto-Cicolano (Lazio nord-orientale) e del Comprensorio Pratomagno (Toscana nord-orientale).

## Biblioteca
La sede legale, "Campus di Villa Esmeralda", è fornita di una biblioteca distribuita su nove ambienti (due ingressi e sette stanze). Della biblioteca fanno parte: una miscellanea zoologica di oltre 15.000 estratti originali, riuniti in 140 faldoni, ordinati per gruppi tassonomici e per autori; una raccolta di opere storiche costituita da testi rari e preziosi (Biblioteca Storica "Liana Santacroce" e settore "Fausta Pietrangeli"); il Fondo Bibliografico-Naturalistico del Lazio "Maria Follieri"; il Fondo "Carlo Consiglio"; la emeroteca "Gianfranco Francioni".

## Laboratori
La sede è dotata di due laboratori e altrettanti magazzini ad essi contigui provvisti di strumenti e materiali utilizzati per raccogliere e processare i dati di campo propedeutici alla loro pubblicazione su riviste specializzate e alla preparazione dei materiali raccolti destinati all'incremento delle collezioni dell'istituzione.

## Campagne effettuate
La Società Romana di Scienze Naturali ha effettuato oltre cinquanta campagne di ricerca in territori italiani ed extra-italiani: 
- Asia Centrale: Kazakistan, Kirghizistan

- Balcani meridionali e Medio Oriente: Albania, Creta, Cipro ed isole minori del Mar Egeo[1], Georgia, Grecia[2]Iran, Iraq, Turchia[3][4][5]
- Europa Occidentale: Francia continentale, Corsica, Portogallo, Spagna
- Italia: Sardegna, Sicilia, Appennino Centrale[6]
- Altri territori: Oman, Madagascar, Marocco, Polinesia Francese

## Collaborazioni nazionali
La Società Romana di Scienze Naturali è uno dei referenti attivi della rete MUSIS (MUseo della Scienza e dell'Informazione Scientifica) ed è membro del gruppo informale della CITIZEN SCIENCE ITALIA.
Nel novembre 2018 (in occasione della seconda edizione degli Stati Generali delle Convenzioni) la Società Romana di Scienze Naturali ha sottoscritto una convenzione con il CUFA (Carabinieri Forestali).

## Collaborazioni internazionali
La Società Romana di Scienze Naturali collabora al progetto della Commissione Europea "Fauna Europaea" coordinato dall'Università di Amsterdam e dal Museo nazionale di storia naturale di Parigi, l'Università di Padova, Sapienza Università di Roma e Università di Firenze.